# Unihoc Floorball Ligaen 2018-19
Floorballligaen 2018-19 (Unihoc Floorball Ligaen af sponsorårsager) var den 27. sæson af bedste herreliga i Danmark i floorball, og den blev administreret af Floorball Danmark. Der var 10 hold i ligaen, og de otte bedste hold kvalificerede sig til DM kvartfinalerne.

## Deltagere
| Klub                     | By            | Spillested           | Kapacitet | 2016-17-placering | Første sæson i bedste række | Seneste oprykning |
| ------------------------ | ------------- | -------------------- | --------- | ----------------- | --------------------------- | ----------------- |
| Benløse Floorball        | Benløse       | Dansk Kabel TV Arena | 1.600     | 2                 | 2001-02                     | 2010-11           |
| BFC Vendsyssel           | Brønderslev   | Brønderslev Hallerne |           | 8                 | 1991-92                     | -                 |
| Copenhagen FC            | Valby         | Gammel Valby Hal     |           | 5                 | 2010-11                     | 2010-11           |
| Frederikshavn Blackhawks | Frederikshavn | Arena Nord           | 2.800     | 1                 | 2012-13                     | -                 |
| Hvidovre Attack FC       | Hvidovre      | Avedøre Idrætscenter |           | 7                 | 1998-99                     | 2014-15           |
| Rødovre Floorball Club   | Rødovre       | Rødovre Sportshal    |           | 3                 | 1991-92                     | -                 |
| Sunds Seahawks FC        | Sunds         | Sunds Hallen         |           | 4                 | 1998-99                     | 2011-12           |
| Vanløse Floorball        | Vanløse       | Vanløsehallerne      |           | 1., 1. Div Øst    | 1998-99                     | 2018-19           |

## Trænere
| Klub                     | Træner                                    | Spillende træner | Nationalitet | Sidste sæson      |
| ------------------------ | ----------------------------------------- | ---------------- | ------------ | ----------------- |
| Benløse Floorball        | Martin Lytje pr 1/1 afløser Jens Hagbarth | nej              | Dansk        | Benløse           |
| BFC Vendsyssel           | Jarrkko Rinne                             | nej              | Finsk        | BFC Vendsyssel    |
| Copenhagen FC            | Mathias 'Hacke' Johansson                 | nej              | Svensk       | Stanstad (S)      |
| Frederikshavn Blackhawks | Claus Ejman Jemsen                        | nej              | Dansk        | Ass U19 landshold |
| Hvidovre Attack FC       | Søren Jönsson                             | ja               | Dansk        | Hvidovre          |
| Rødovre Floorball Club   | Niklas Nordh                              | ja               | Svensk       | Greåker (Norge)   |
| Sunds Seahawks FC        | Peter Hug & Thomas Jørgensen              | Nej              | Dansk        | Sunds             |
| Vanløse Floorball        | Alexander Sundsfjord & Marck Lundberg     | nej              | Dansk        | Vanløse           |

## Grundspil
| Pos | Hold                     | K  | V  | OTV | OTT | T  | MF  | MM  | M+/- | P  | Kvalifikation |  | FRH  | SUN      | BEN  | RØD       | CPH  | HVI      | VAN  | BFC  |
| --- | ------------------------ | -- | -- | --- | --- | -- | --- | --- | ---- | -- | ------------- |  | ---- | -------- | ---- | --------- | ---- | -------- | ---- | ---- |
| 1   | Frederikshavn Blackhawks | 14 | 13 | 0   | 0   | 1  | 144 | 63  | +81  | 39 | Slutspil      |  | —    | 10-9     | 5-2  | 8-2       | 6-3  | 12-0     | 9-2  | 15-6 |
| 2   | Sunds Seahawks           | 14 | 11 | 0   | 1   | 2  | 127 | 49  | +78  | 34 | Slutspil      |  | 7-3  | —        | 4-2  | 4-8       | 9-4  | 10-1     | 8-3  | 22-2 |
| 3   | Benløse Floorball        | 14 | 9  | 2   | 0   | 3  | 120 | 41  | +79  | 31 | Slutspil      |  | 5-6  | 4-3 (OT) | —    | 4-3 (OT)  | 6-0  | 11-2     | 6-3  | 25-2 |
| 4   | Rødovre Floorball Club   | 14 | 8  | 1   | 1   | 4  | 101 | 76  | +25  | 27 | Slutspil      |  | 7-8  | 2-7      | 2-11 | —         | 8-1  | 12-3     | 7-6  | 13-6 |
| 5   | SFC Copenhagen           | 14 | 5  | 0   | 0   | 9  | 98  | 78  | +20  | 15 | Slutspil      |  | 8-9  | 3-8      | 3-5  | 3-5       | —    | 13-4     | 12-3 | 14-2 |
| 6   | Hvidovre Attack FC       | 14 | 4  | 1   | 0   | 9  | 51  | 122 | −71  | 14 | Slutspil      |  | 5-14 | 3-12     | 1-11 | 1-6       | 7-6  | —        | 5-3  | 7-2  |
| 7   | Vanløse Floorball        | 14 | 1  | 0   | 1   | 12 | 60  | 129 | −69  | 4  | Slutspil      |  | 6-20 | 2-11     | 1-12 | 9-10 (OT) | 2-8  | 6-7      | —    | 8-6  |
| 8   | BFC Vendsyssel           | 15 | 1  | 0   | 1   | 13 | 56  | 196 | −140 | 4  | Slutspil      |  | 1-19 | 2-13     | 6-16 | 5-13      | 4-20 | 4-5 (OT) | 8-6  | —    |

### Topscorer
| #   | Spiller             | Klub                     | Mål | Assist | Point |
| --- | ------------------- | ------------------------ | --- | ------ | ----- |
| 1.  | Andreas Glad        | Frederikshavn Blackhawks | 29  | 21     | 50    |
| 2.  | Nikolaj Parbo       | Copenhagen FC            | 27  | 22     | 49    |
| 2.  | Mikkel Skov Nielsen | Sunds Seahawks           | 22  | 27     | 49    |
| 4.  | Mathias Glass       | Benløse Floorball        | 25  | 20     | 45    |
| 5.  | Simon Lauridsen     | Sunds Seahawks           | 27  | 11     | 38    |
| 6.  | Niklas Nordh        | Rødovre Floorball Club   | 20  | 16     | 36    |
| 7.  | Kasper Kajgaard     | Frederikshavn Blackhawks | 23  | 12     | 35    |
| 8.  | Andreas Kleczewski  | Rødovre Floorball Club   | 25  | 8      | 33    |
| 8.  | Anton Madsen        | Frederikshavn Blackhawks | 20  | 13     | 33    |
| 10. | Daniel Nygaard      | Benløse Floorball        | 14  | 18     | 32    |

Oversigten er opdateret til og med 27. januar 2019

## Slutspil
|  | Kvartfinale | Kvartfinale              | Kvartfinale       | Kvartfinale       | Kvartfinale | Kvartfinale | Kvartfinale            |                          |     | Semifinale | Semifinale | Semifinale | Semifinale | Semifinale | Semifinale        | Semifinale |        |        | Finale | Finale                   | Finale | Finale | Finale | Finale | Finale |
|  |             |                          |                   |                   |             |             |                        |                          |     |            |            |            |            |            |                   |            |        |        |        |                          |        |        |        |        |        |
|  | 1           | Frederikshavn Blackhawks | 12                | 26                | 15          |             |                        |                          |     |            |            |            |            |            |                   |            |        |        |        |                          |        |        |        |        |        |
|  | 8           | BFC Vendsyssel           | 4                 | 4                 | 2           |             |                        |                          |     |            |            |            |            |            |                   |            |        |        |        |                          |        |        |        |        |        |
|  | 8           | BFC Vendsyssel           | 4                 | 4                 | 2           |             | 1                      | Frederikshavn Blackhawks | 6sv | 5          | 6          |            |            |            |                   |            |        |        |        |                          |        |        |        |        |        |
|  |             |                          |                   |                   |             |             |                        | Frederikshavn Blackhawks | 6sv | 5          | 6          |            |            |            |                   |            |        |        |        |                          |        |        |        |        |        |
|  |             | 5                        | Copenhagen FC     | 5                 | 4           | 3           |                        |                          |     |            |            |            |            |            |                   |            |        |        |        |                          |        |        |        |        |        |
|  | 4           | 5                        | Copenhagen FC     | 5                 | 4           | 3           | Rødovre Floorball Club | 5                        | 5   | 4          |            |            |            |            |                   |            |        |        |        |                          |        |        |        |        |        |
|  | 4           |                          |                   |                   |             |             | Rødovre Floorball Club | 5                        | 5   | 4          |            |            |            |            |                   |            |        |        |        |                          |        |        |        |        |        |
|  | 5           | Copenhagen FC            | 9                 | 11                | 7           |             |                        |                          |     |            |            |            |            |            |                   |            |        |        |        |                          |        |        |        |        |        |
|  |             |                          |                   |                   |             |             |                        |                          |     |            |            |            |            |            |                   |            |        |        | 1      | Frederikshavn Blackhawks | 1      |        |        |        |        |
|  |             |                          | 3                 | Benløse Floorball | 2           |             |                        |                          |     |            |            |            |            |            |                   |            |        |        |        |                          |        |        |        |        |        |
|  | 2           | Sunds Seahawks FC        | 11                | 15                | 12          |             |                        |                          |     |            |            |            |            |            |                   |            |        |        |        |                          |        |        |        |        |        |
|  | 7           | Vanløse Floorball        | 3                 | 5                 | 3           |             |                        |                          |     |            |            |            |            |            |                   |            |        |        |        |                          |        |        |        |        |        |
|  | 7           | Vanløse Floorball        | 3                 | 5                 | 3           |             | 2                      | Sunds Seahawks FC        | 3   | 3          | 3          |            |            |            |                   | Bronze     | Bronze | Bronze | Bronze |                          |        |        |        |        |        |
|  |             |                          |                   |                   |             |             |                        | Sunds Seahawks FC        | 3   | 3          | 3          |            |            |            |                   | Bronze     | Bronze | Bronze | Bronze |                          |        |        |        |        |        |
|  |             | 3                        | Benløse Floorball | 4                 | 5           | 4           |                        |                          |     |            |            |            |            |            |                   |            |        |        |        |                          |        |        |        |        |        |
|  | 6           | 3                        | Benløse Floorball | 4                 | 5           | 4           | Hvidovre Attack FC     | 0                        | 3   | 2          |            |            |            | 2          | Sunds Seahawks FC | 6          |        |        |        |                          |        |        |        |        |        |
|  | 6           |                          |                   |                   |             |             | Hvidovre Attack FC     | 0                        | 3   | 2          |            |            |            | 2          | Sunds Seahawks FC | 6          |        |        |        |                          |        |        |        |        |        |
|  | 3           | Benløse Floorball        | 10                | 6                 | 10          |             |                        |                          |     |            |            |            |            |            |                   |            |        |        | 5      | Copenhagen FC            | 3      |        |        |        |        |

### Topscorer
| #   | Spiller             | Klub          | mål | ass | point |
| --- | ------------------- | ------------- | --- | --- | ----- |
| 1.  | Mikkel Skov Nielsen | Sunds         | 14  | 16  | 30    |
| 2.  | Andreas Glad        | Frederikshavn | 8   | 15  | 23    |
| 3.  | Simon Lauridsen     | Sunds         | 12  | 6   | 18    |
| 4.  | Kasper Kajgaard.    | Frederikshavn | 10  | 7   | 17    |
| 5.  | Pontus Kozan        | Copenhagen    | 9   | 7   | 16    |
| 6.  | Mathias Glass       | Benløse       | 11  | 3   | 14    |
| 6.  | Anton Madsen        | Frederikshavn | 10  | 4   | 14    |
| 6.  | Jonathan Velgaard   | Frederikshavn | 9   | 5   | 14    |
| 9.  | Nikolaj Parbo       | Copenhagen    | 9   | 4   | 13    |
| 10. | Andreas Hansson     | Copenhagen    | 8   | 4   | 12    |

#### Danmarksmestrene
| #    | Spiller            | Klub    | kampe | mål | ass | pts | ud |
| ---- | ------------------ | ------- | ----- | --- | --- | --- | -- |
| 4.   | Mathias Glass      | Benløse |       | 25  | 20  | 45  |    |
| 10.  | Daniel Nygaard     | Benløse |       | 14  | 18  | 32  |    |
| 11.  | Simon Møller       | Benløse |       | 13  | 15  | 28  |    |
| 14.  | Jesper Roland      | Benløse |       | 10  | 15  | 25  |    |
| 22.  | Mikkel Christensen | Benløse |       | 12  | 7   | 19  |    |
| 28.  | Mark Bek           | Benløse |       | 9   | 5   | 14  |    |
| 34.  | Mathias Mortensen  | Benløse |       | 9   | 4   | 13  |    |
| 34.  | Milan Adam         | Benløse |       | 5   | 8   | 13  |    |
| 42.  | Stefan Hedorf      | Benløse |       | 10  | 1   | 11  |    |
| 58.  | Daniel MacCabe     | Benløse |       | 1   | 7   | 8   |    |
| 58.  | Anders Christensen | Benløse |       | 6   | 1   | 7   |    |
| 68.  | Mathias de Fries   | Benløse |       | 2   | 4   | 6   |    |
| 91.  | Nikolaj Brixager   | Benløse |       | 0   | 3   | 3   |    |
| 103. | Joakim Søhof       | Benløse |       | 1   | 1   | 2   |    |
| 103. | Nicholas MacCabe   | Benløse |       | 2   | 0   | 2   |    |

## Kvalifikationskampe
Da Floorballigaen udvides til seks hold i henholdsvis øst og i vest, vil der ikke være kvalifikationskampe til den kommende sæson.[kilde mangler]

## Spillerkåringer

### Årets hold
Kåres i slutningen af sæson af læserne på www.floorballnyt.blog
| Keeper                                | Backs | Forwards |
| ------------------------------------- | --- | --- |
| Anders Kjær, Frederikshavn Blackhawks | Daniel Nygaard, Benløse Floorball Jesper Schmidt, Frederikshavn Blackhawks Daniel MacCabe, Benløse Floorball Mark Bek, Benløse Floorball | Andreas Glad, Frederikshavn Blackhawks Mikkel Skov, Sunds Seahawks Mathias Glass, Benløse Floorball Jesper Roland, Benløse Floorball Kasper Kajgaard, Frederikshavn Blackhawks Nikolaj Parbo, Copenhagen FC |

#### Månedens spiller
| Måned     | Spiller       | Klub                     |
| --------- | ------------- | ------------------------ |
| September | Nikolaj Parbo | Copenhagen FC            |
| Oktober   | Niklas Nordh  | Rødovre Floorball Club   |
| November  | Andreas Glad  | Frederikshavn Blackhawks |
| December  | Mike Trolle   | Rødovre Floorball Club   |
| Januar    | Andreas Glad  | Frederikshavn Blackhawks |
| Februar   | Andreas Glad  | Frederikshavn Blackhawks |
| Marts     | Anders Kjær   | Frederikshavn Blackhawks |

#### Månedens kæde
| Måned     | Keeper                                | Backs                                                                              | Forward |
| --------- | ------------------------------------- | ---------------------------------------------------------------------------------- | --- |
| September | Mike Trolle, Rødovre Floorball Club   | Daniel Nygaard, Benløse Floorball Mark Bek, Benløse Floorball                      | Nikolaj Parbo, Copenhagen FC Andreas Glad, Frederikshavn Blackhawks Kasper Kajgaard, Frederikshavn Blackhawks      |
| Oktober   | Mike Trolle, Rødovre Floorball Club   | Jesper Schmidt, Frederikshavn Blackhawks Frederik Kobberup, Rødovre Floorball Club | Niklas Nordh, Rødovre Floorball Club Jesper Roland, Benløse Floorball Kasper Kajgaard, Frederikshavn Blackhawks    |
| November  | Mike Trolle, Rødovre Floorball Club   | Daniel Nygaard, Benløse Floorball Jesper Schmidt, Frederikshavn Blackhawks         | Andreas Glad, Frederikshavn Blackhawks Mathias Glass, Benløse Floorball Andreas Kleczewski, Rødovre Floorball Club |
| December  | Mike Trolle, Rødovre Floorball Club   | Jesper Schmidt, Frederikshavn Blackhawks Jannik Trolle, Rødovre Floorball Club     | Mathias Glass, Benløse Floorball Mikkel Skov, Sunds Seahawks Lukas Eldholm, Lillan ibk                             |
| Januar    | Anders Kjær, Frederikshavn Blackhawks | Jesper Schmidt, Frederikshavn Blackhawks Simon Lehnert, Vanløse Floorball          | Andreas Glad, Frederikshavn Blackhawks Brian Jensen, Rødovre Floorball Club Mikkel Skov, Sunds Seahawks            |
| Februar   | Emil Brixager, Benløse Floorball      | Daniel Nygaard, Benløse Floorball Jesper Schmidt, Frederikshavn Blackhawks         | Andreas Glad, Frederikshavn Blackhawks Mikkel Skov, Sunds Seahawks Jesper Roland, Benløse Floorball                |
| Marts     | Anders Kjær, Frederikshavn Blackhawks | Daniel Nygaard, Benløse Floorball Daniel MacCabe, Benløse Floorball                | Mathias Glass, Benløse Floorball Mathias Hørby, Frederikshavn Blackhawks Mikkel Skov, Sunds Seahawks               |

### Årets U20-hold
| Keeper                           | Backs | Forwards |
| -------------------------------- | --- | --- |
| Emil Brixager, Benløse Floorball | Jesper Schimdt, Frederikshavn Blackhawks Frederik Nielsen, Frederikshavn Blackhawks Dennis Torp, Frederikshavn Blackhawks Jeppe Hove, Copenhagen FC | Mathias Glass, Benløse Floorball Kasper Kajgaard, Frederikshavn Blackhawks Mathias Hørby, Frederikshavn Blackhawks Jonas Nordheim, Frederikshavn Blackhawks Mikkel Christensen, Benløse Floorball Morten Handgaard, Sunds Seahawks |

Kilde:

### Årets U17 hold
| Keeper                                      | Backs | Forwards |
| ------------------------------------------- | --- | --- |
| Frederik Grønbech, Frederikshavn Blackhawks | Mads Jespersen, Sunds Seahawks August Mathiasen, Rødovre Floorball Club Simon Lehnert, Vanløse Floorball Mads Larsen, Frederikshavn Blackhawks | Niklas Andersen, Frederikshavn Blackhawks Kalle Taminen, Rødovre Floorball Club Nicolai Hørby, Frederikshavn Blackhawks Jonas Højmark, Sunds Seahawks Magnus Nyeng, Frederikshavn Blackhawks Søren Bjerregaard, Frederikshavn Blackhawks |

Kilde:

### Årets U20-spiller
Mathias Glass, Benløse Floorball

### Årets U17-spiller
Simon Lehnert, Vanløse Floorball